# Dicranopsyra
Dicranopsyra is een geslacht van rechtvleugeligen uit de familie sabelsprinkhanen (Tettigoniidae). De wetenschappelijke naam van dit geslacht is voor het eerst geldig gepubliceerd in 1892 door Dohrn.

## Soorten
Het geslacht Dicranopsyra omvat de volgende soorten:
- Dicranopsyra leopardina Karny, 1923
- Dicranopsyra multicolor Dohrn, 1892